# Julie Halard-Decugis
Julie Halard-Decugis (* 10. September 1970 in Versailles) ist eine ehemalige französische Tennisspielerin.

## Karriere
Sie begann 1986 ihre Profikarriere und gewann bereits 1987 in Haddonfield (USA), Neumünster und Erlangen ihre ersten ITF-Titel.
Ihren ersten Titel auf der WTA Tour feierte sie 1991 bei den Puerto Rico Open. Zwischen 1990 und 2000 spielte sie 35 Partien für die französische Fed-Cup-Mannschaft, von denen sie 22 gewann (Doppel: 9:3).
Ende 1995 war Julie Halard erstmals die Nummer 1 in Frankreich, als sie Platz 15 der Weltrangliste erreichte. Im selben Jahr verletzte sie sich mehrmals an Handgelenk und Knie und fiel fast zwei Jahre lang aus. 1998 kam sie zurück auf die Tour und gewann die WTA-Turniere von Rosmalen und Pattaya. 1999 erreichte sie die Top Ten der WTA-Weltrangliste. Bei den German Open in Berlin bezwang sie im Viertelfinale Steffi Graf, was nur fünf weiteren Spielerinnen bei einem Turnier in Deutschland gelungen ist.
Ihre Bestmarken in der Weltrangliste erreichte sie in ihrem letzten Profijahr mit Platz 7 im Einzel und der Nummer 1 im Doppel. Im selben Jahr gelang ihr auch der einzige Titelgewinn bei einem Grand-Slam-Turnier, als sie bei den US Open an der Seite von Ai Sugiyama (mit ihr zusammen kam sie auf insgesamt sechs Doppeltitel) die Konkurrenz im Damendoppel gewann. Nach den WTA Tour Championships im November 2000 beendete sie ihre Profikarriere.

## Turniersiege

### Einzel
| Nr. | Datum             | Turnier          | Kategorie    | Belag           | Finalgegnerin       | Ergebnis      |
| --- | ----------------- | ---------------- | ------------ | --------------- | ------------------- | ------------- |
| 1.  | 27. Oktober 1991  | San Juan         | WTA Tier IV  | Hartplatz       | Amanda Coetzer      | 7:5, 7:5      |
| 2.  | 3. Mai 1992       | Tarent           | WTA Tier V   | Sand            | Emanuela Zardo      | 6:0, 7:5      |
| 3.  | 1. Mai 1994       | Tarent           | WTA Tier IV  | Sand            | Irina Spîrlea       | 6:2, 6:3      |
| 4.  | 14. Mai 1995      | Prag             | WTA Tier IV  | Sand            | Ludmila Richterová  | 6:4, 6:4      |
| 5.  | 14. Januar 1996   | Hobart           | WTA Tier IV  | Hartplatz       | Mana Endō           | 6:1, 6:2      |
| 6.  | 18. Februar 1996  | Paris            | WTA Tier II  | Teppich (Halle) | Iva Majoli          | 7:5, 7:64     |
| 7.  | 20. Juni 1998     | ’s-Hertogenbosch | WTA Tier III | Rasen           | Miriam Oremans      | 6:3, 6:4      |
| 8.  | 22. November 1998 | Pattaya          | WTA Tier IV  | Hartplatz       | Li Fang             | 6:1, 6:2      |
| 9.  | 9. Januar 1999    | Auckland         | WTA Tier IV  | Hartplatz       | Dominique van Roost | 6:4, 6:1      |
| 10. | 13. Juli 1999     | Birmingham       | WTA Tier III | Rasen           | Nathalie Tauziat    | 6:2, 3:6, 6:4 |
| 11. | 24. Juni 2000     | Eastbourne       | WTA Tier II  | Rasen           | Dominique van Roost | 7:64, 6:4     |
| 12. | 15. Oktober 2000  | Tokio            | WTA Tier III | Hartplatz       | Amy Frazier         | 5:7, 7:5, 6:4 |

### Doppel
| Nr. | Datum              | Turnier     | Kategorie    | Belag           | Partnerin               | Finalgegnerinnen                    | Ergebnis       |
| --- | ------------------ | ----------- | ------------ | --------------- | ----------------------- | ----------------------------------- | -------------- |
| 1.  | 14. August 1994    | Los Angeles | WTA Tier II  | Hartplatz       | Nathalie Tauziat        | Jana Novotná Lisa Raymond           | 6:1, 0:6, 6:1  |
| 2.  | 25. September 1994 | Tokio       | WTA Tier II  | Hartplatz       | Arantxa Sánchez Vicario | Amy Frazier Rika Hiraki             | 6:1, 0:6, 6:1  |
| 3.  | 6. Januar 1996     | Auckland    | WTA Tier IV  | Hartplatz       | Els Callens             | Jill Hetherington Kristine Radford  | 6:1, 6:0       |
| 4.  | 14. Juni 1998      | Birmingham  | WTA Tier III | Rasen           | Els Callens             | Lisa Raymond Rennae Stubbs          | 2:6, 6:4, 6:4  |
| 5.  | 22. November 1998  | Pattaya     | WTA Tier IV  | Hartplatz       | Els Callens             | Rika Hiraki Aleksandra Olsza        | 3:6, 6:2, 6:2  |
| 6.  | 8. Januar 2000     | Gold Coast  | WTA Tier III | Hartplatz       | Anna Kurnikowa          | Sabine Appelmans Rita Grande        | 6:3, 6:0       |
| 7.  | 15. Januar 2000    | Sydney      | WTA Tier II  | Hartplatz       | Ai Sugiyama             | Martina Hingis Mary Pierce          | 6:0, 6:3       |
| 8.  | 13. Februar 2000   | Paris       | WTA Tier II  | Teppich (Halle) | Sandrine Testud         | Åsa Carlsson Émilie Loit            | 3:6, 6:3, 6:4  |
| 9.  | 2. April 2000      | Miami       | WTA Tier I   | Hartplatz       | Ai Sugiyama             | Nicole Arendt Manon Bollegraf       | 4:6, 7:5, 6:4  |
| 10. | 7. Mai 2000        | Bol         | WTA Tier III | Sand            | Corina Morariu          | Tina Križan Katarina Srebotnik      | 6:2, 6:2       |
| 11. | 26. August 2000    | New Haven   | WTA Tier II  | Hartplatz       | Ai Sugiyama             | Virginia Ruano Pascual Paola Suárez | 6:4, 5:7, 6:2  |
| 12. | 28. August 2000    | US Open     | Grand Slam   | Hartplatz       | Ai Sugiyama             | Cara Black Jelena Lichowzewa        | 6:0, 1:6, 6:1  |
| 13. | 8. Oktober 2000    | Tokio       | WTA Tier II  | Hartplatz       | Ai Sugiyama             | Nana Miyagi Paola Suárez            | 6:0, 6:2       |
| 14. | 15. Oktober 2000   | Tokio       | WTA Tier III | Hartplatz       | Corina Morariu          | Tina Križan Katarina Srebotnik      | 6:1, 6:2       |
| 15. | 29. Oktober 2000   | Moskau      | WTA Tier I   | Teppich (Halle) | Ai Sugiyama             | Martina Hingis Anna Kurnikowa       | 4:6, 6:4, 7:65 |